# Кошен, Шарль-Николя (старший)
Шарль-Николя Кошен, в литературе называемый Старшим (фр. Charles Nicolas Cochin; 29 апреля 1688, Париж, Королевство Франция — 5 июля 1754, там же) — французский рисовальщик и гравёр, академик Королевской академии живописи и скульптуры (с 1731 г.); старший представитель большой художественной семьи, выдающийся мастер книжной иллюстрации стиля рококо.

## Биография
Шарль-Николя Кошен Старший — представитель большой семьи французских художников из Труа, преимущественно гравёров. Сын (по иным данным племянник) Николя Кошена, также называемым Николасом Кошеном Старшим (1610—1686), отец Шарль-Николя Кошена (Младшего) (1715—1790). Из этой семьи известен также Ноэль Кошен (1622—1695), брат Николя Кошена Старшего, рисовальщик и гравёр, последние годы работавший и скончавшийся в Венеции, поэтому прозванный Ноэлем Венецианским (Noël de Venise).
Шарль-Николя Кошен Старший с юности занимался живописью, что позднее отражалось и в его графических произведениях. Первые уроки мастерства получил в семье. В возрасте 22-х лет Ш.-Н. Кошен отказался от живописи и полностью посвятил себя искусству гравюры. Был придворным художником французского короля Людовика XIV.
В 1729 году Ш.-Н. Кошен впервые выставил свои работы в Академии и в 1731 году стал членом Королевской Академии живописи и скульптуры. По случаю приёма в Академию создал гравированные портреты основателя Академии Жака Саразена и художника Эсташа Лесюэра, одного из старейшин французской Академии живописи и скульптуры.
Кошен Старший гравировал по живописным оригиналам Антуана Ватто, в частности, вместе с другими известными гравёрами, для знаменитого «Сборника Жюльена» (полного собрания картин и рисунков Ватто в гравюрах; 1728—1734). В своих гравюрах, отличающихся ясным рисунком и чёткостью штриха, воспроизводил оригиналы современных или почти современных ему живописцев, таких как, Лемуан, Лафосс, Жувене, Парросель, Шарден, Ланкре и многих других. В последние годы работал, главным образом, в мастерской и типографии своего сына Шарля-Николя Кошена (Младшего), под руководством которого их мастерская превратилась в одно из главных производителей репродукционных гравюр в Европе.
Шарль-Николя Кошен скончался в 1754 году в Париже в своей квартире, расположенной в галерее Лувра. Оставил более трёхсот произведений, отличающихся высоким художественным и техническим качеством.

## Семья
Жена: Мадлен Хортемельс (1686—1767), которая также была видным парижским гравёром в течение примерно пятидесяти лет. Сын: гравёр Шарль-Николя Кошен (Младший) (1715—1790).

## Галерея

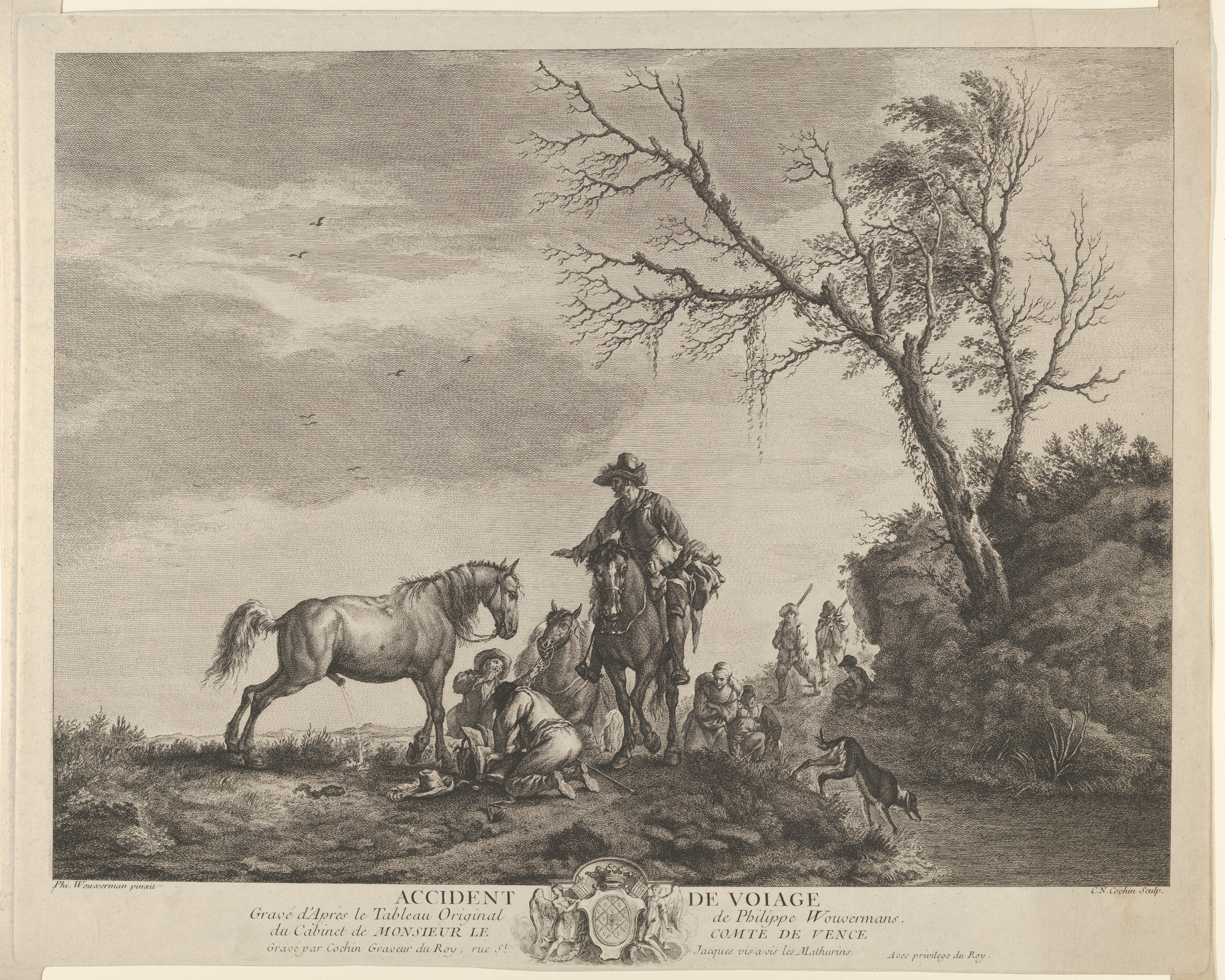
Несчастный случай во время путешествия. По картине Ф. Вауэрмана. Между 1740 и 1750. Офорт, резец
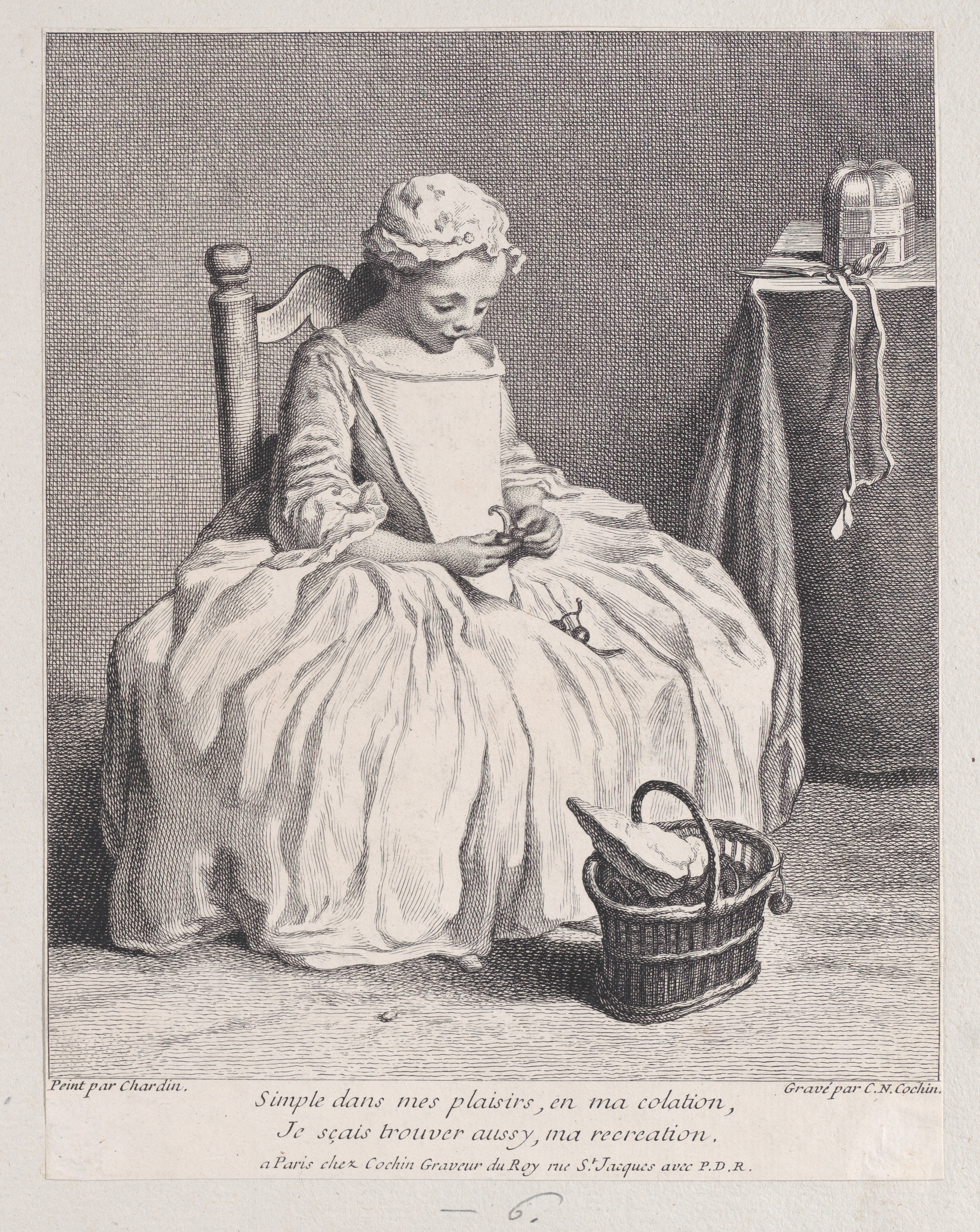
Маленькая девочка с вишнями. По картине Ж.-Б. С. Шардена. 1738. Офорт
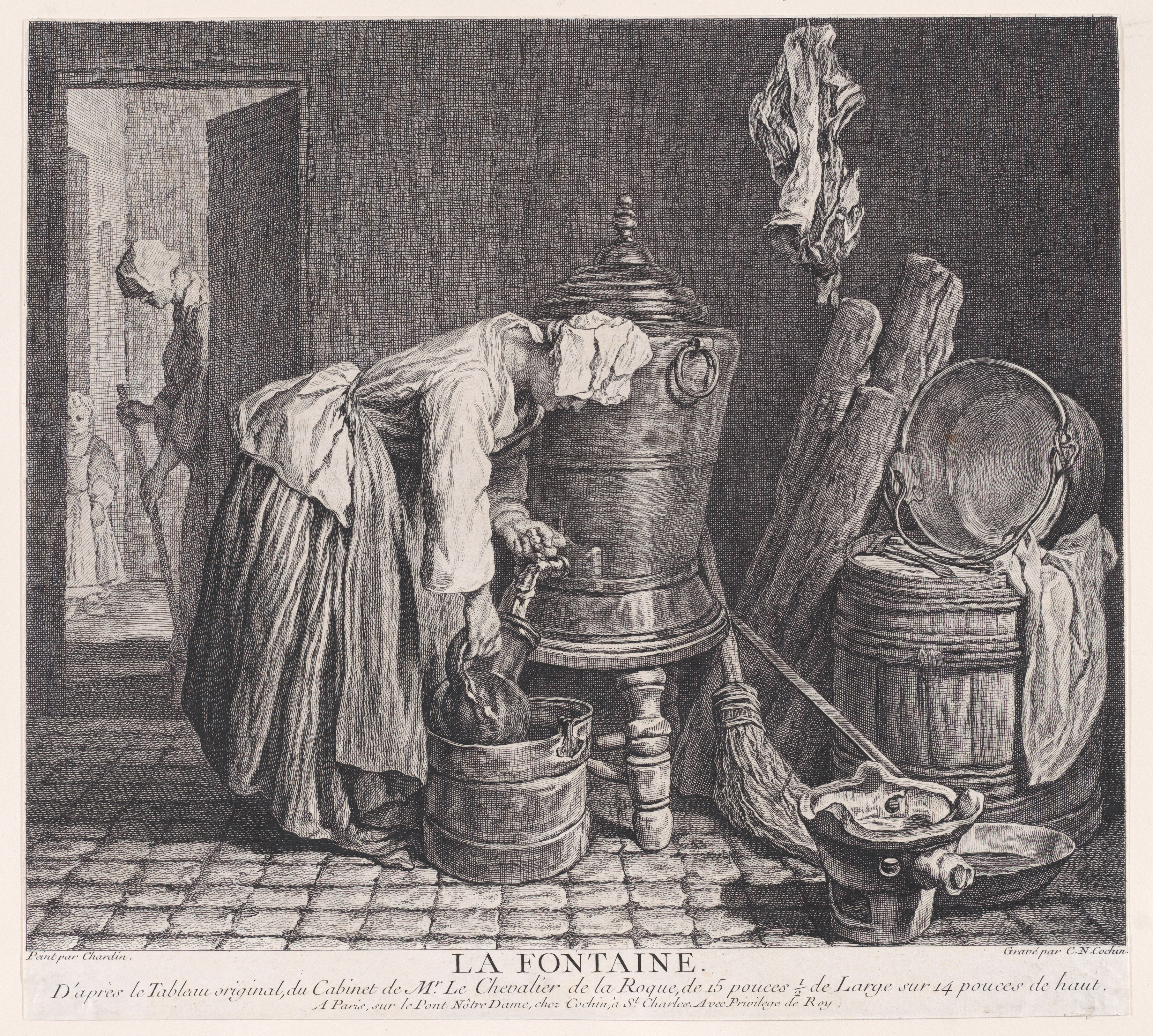
Источник воды. По картине Ж.-Б. С. Шардена. 1739. Офорт
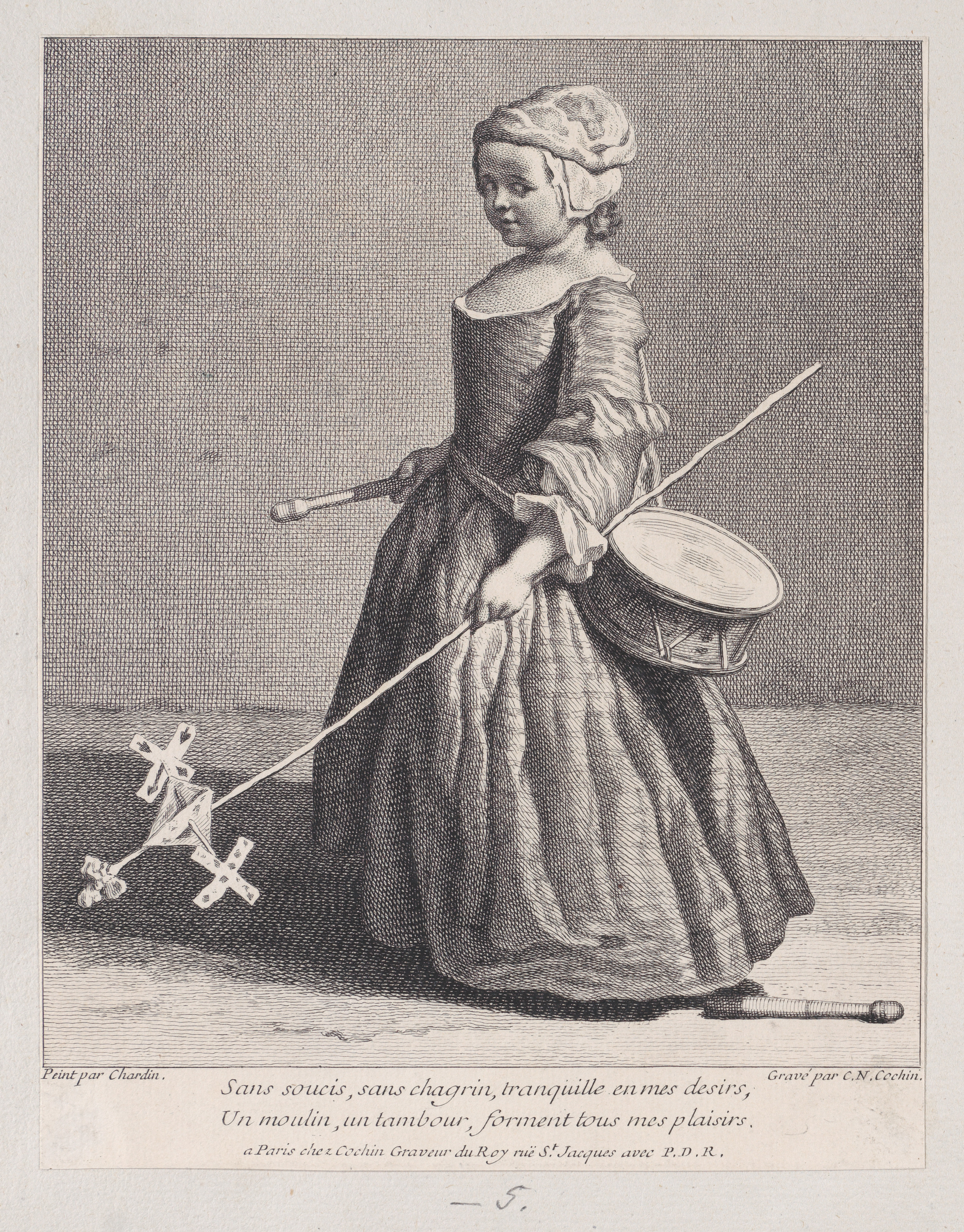
Юный солдат. По картине Ж.-Б. С. Шардена. Ок. 1738. Офорт
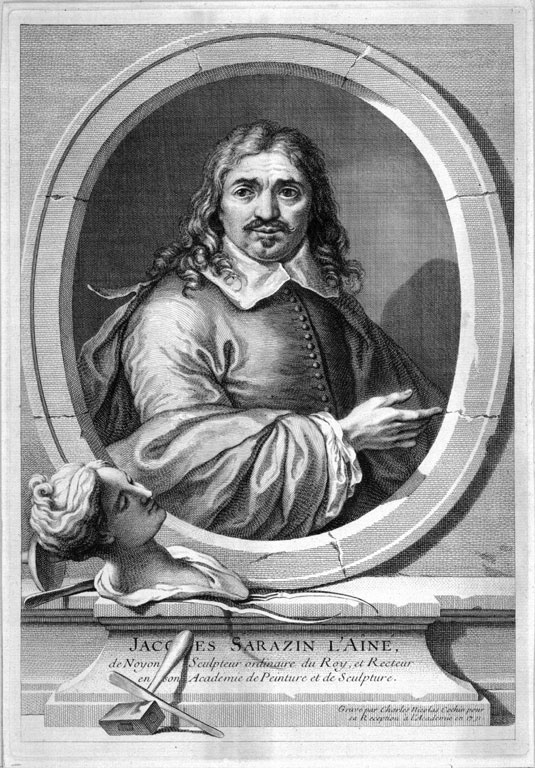
Портрет Жака Саразена. 1731. Офорт, резец
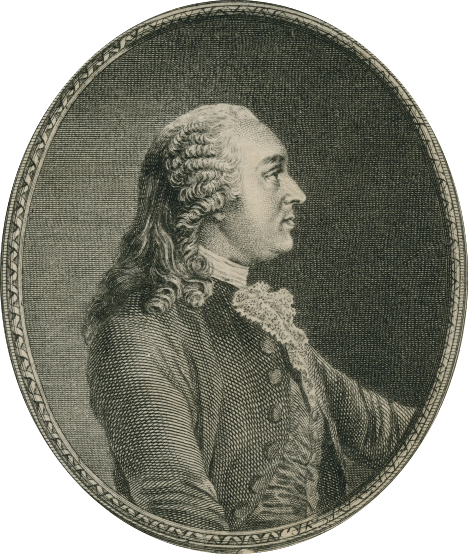
Aнн Робер Жак Тюрго. Офорт
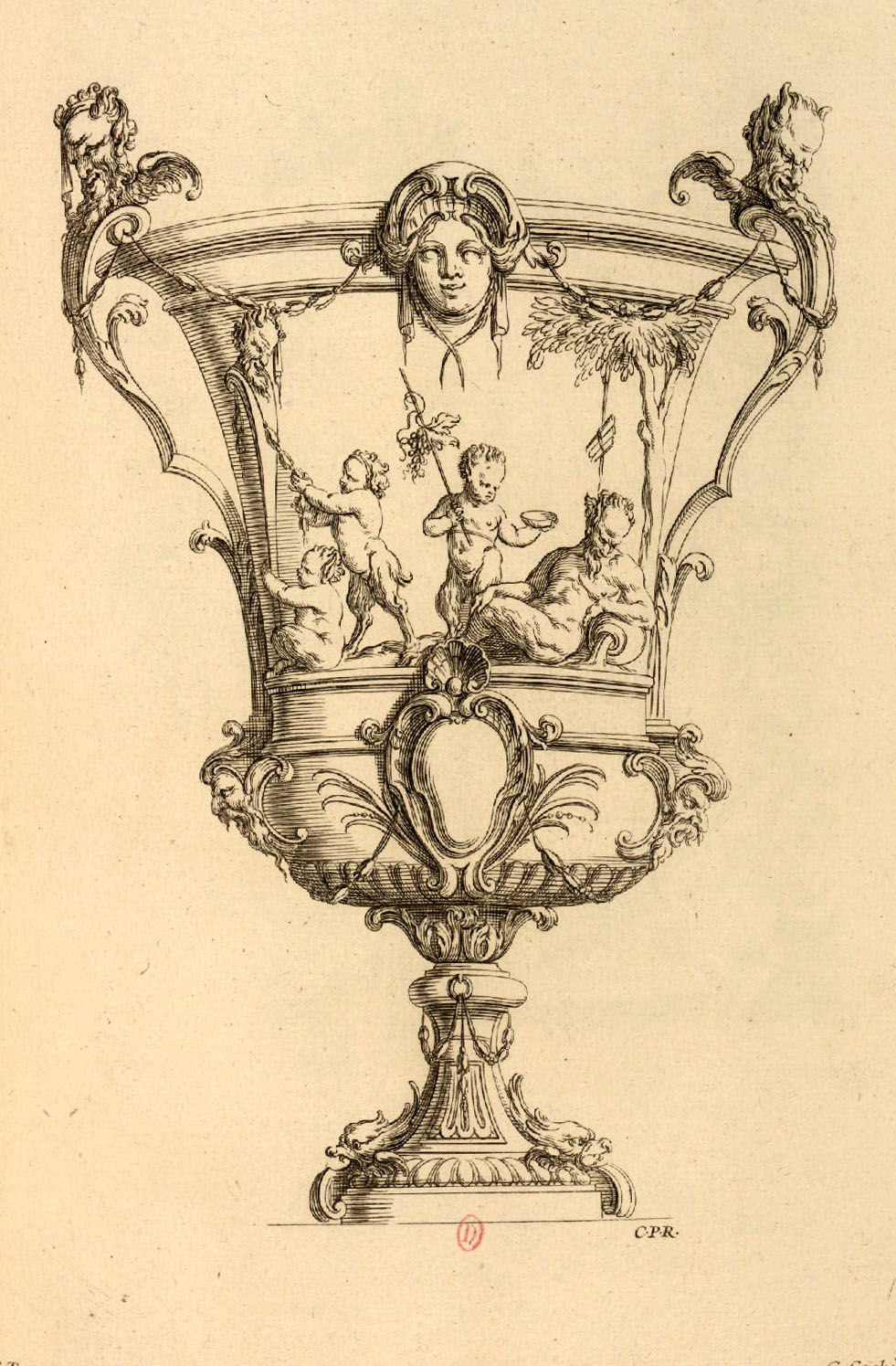
Кратѐр. По рисунку Б. Тюрро. Ок. 1716. Офорт
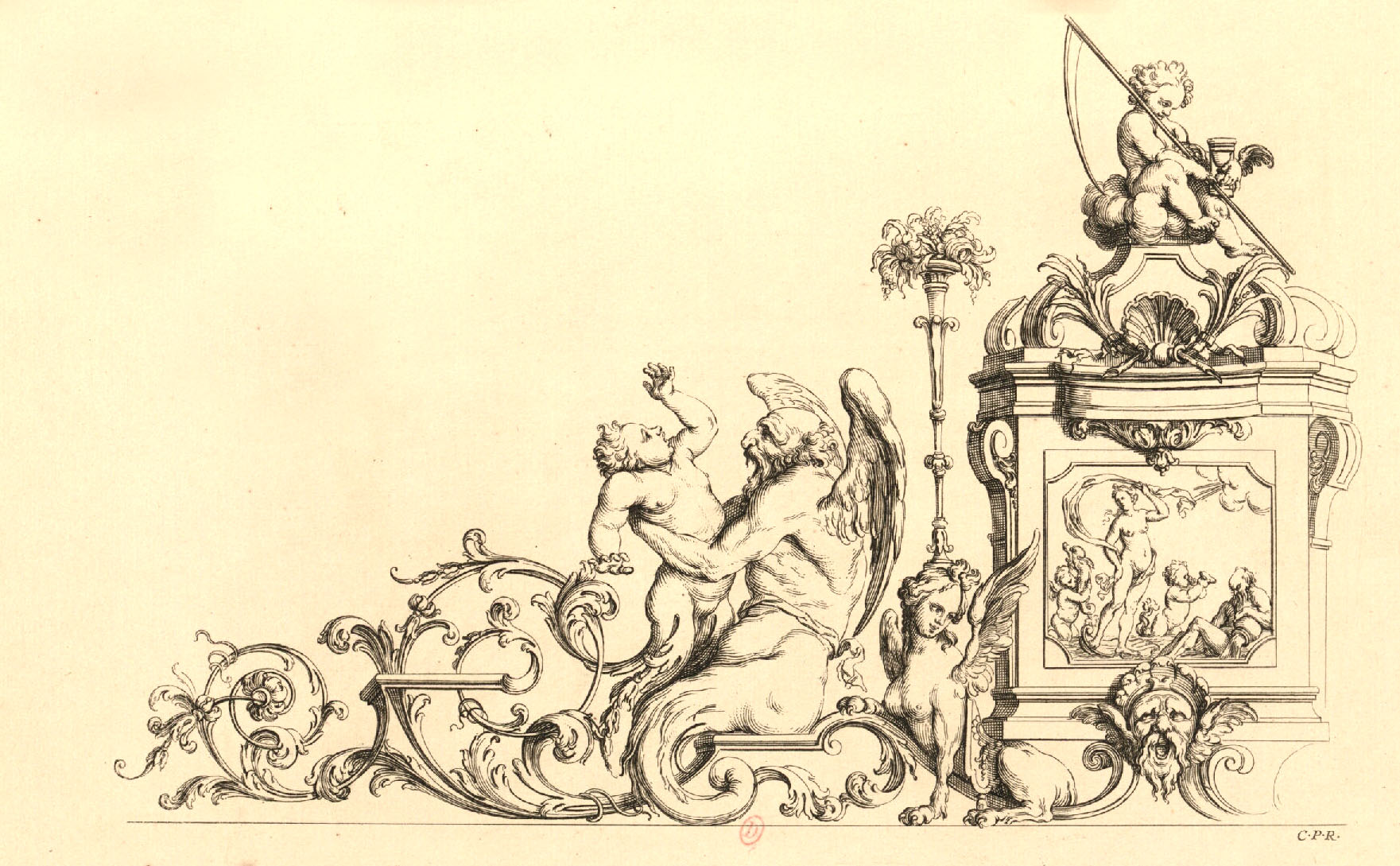
Арабеска. По рисунку Б. Тюрро. Ок. 1716. Офорт